# Otto Preuß (Politiker)
Otto Preuß (* 3. November 1851 in Detmold; † 11. Februar 1933 ebenda) war ein deutscher Rechtsanwalt, Justizrat und Landtagsabgeordneter (DNVP).

## Leben
Otto Preuß war in Detmold Landgerichtspräsident (1904–1922) und geheimer Oberjustizrat. 
Im Jahr 1917 bildete sich in Lippe eine Ortsgruppe des konservativ-völkischen Unabhängigen Ausschusses für einen Deutschen Frieden. Preuß war einer der wesentlichen Agitatoren dieser Gruppe. Er war auch Mitglied der im September 1917 gegründeten Deutschen Vaterlandspartei. 1919 kandidierte er vergeblich für die Verfassungsgebende Deutsche Nationalversammlung.
Preuß war in den Jahren 1919/20 neben Walter Baumgarten, Simon Kreiling, Wilhelm Krieger und Wilhelm Kuhlmann einer von fünf Abgeordneten der DNVP im Lippischen Landtag.